# Aart Vierhouten

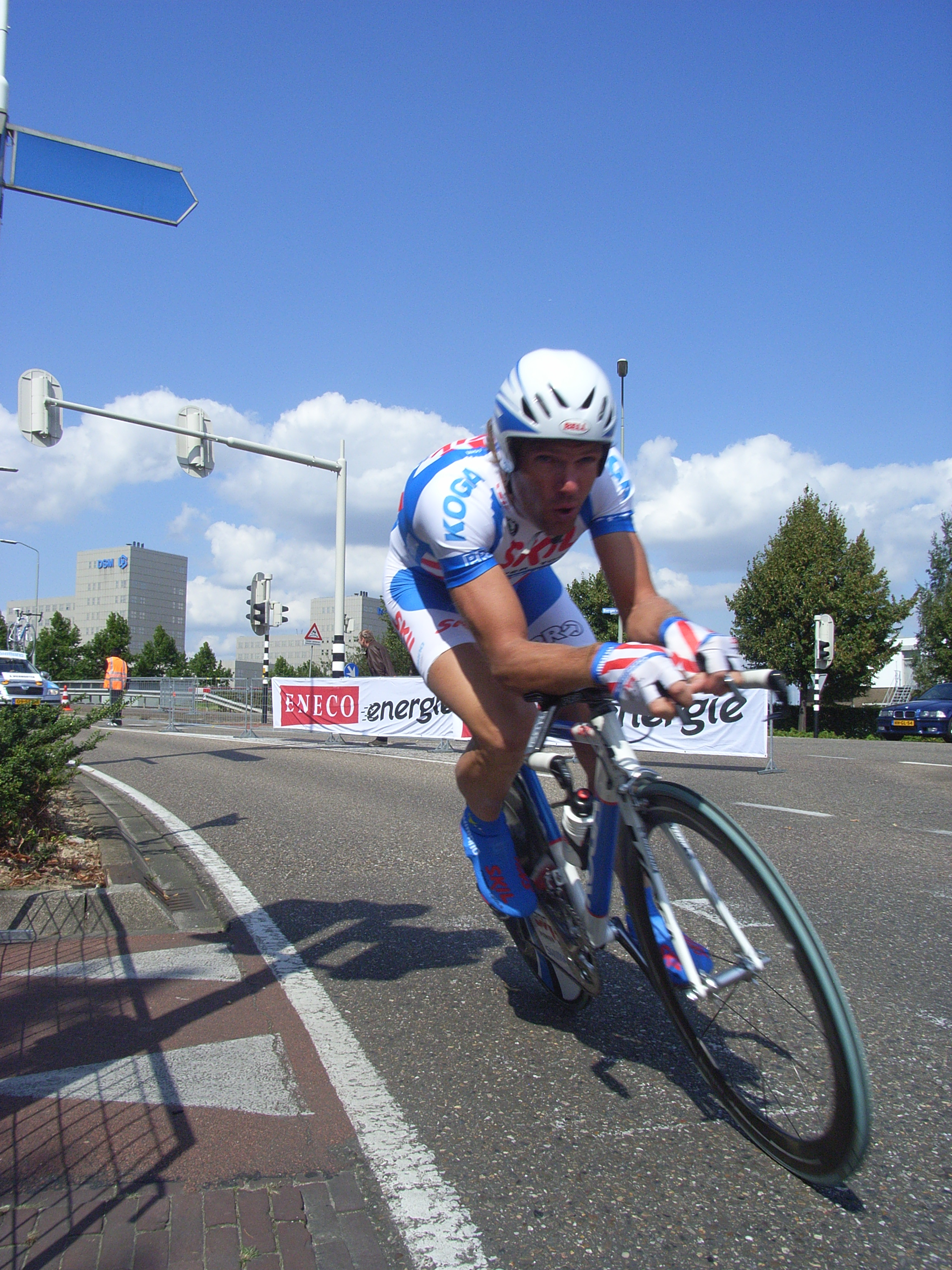
Aart Vierhouten, no Eneco Tour de 2008

Aart Vierhouten (Ermelo, 19 de março de 1970) é um ciclista neerlandês. Profissional de 1996 a 2009, terminou sua corrida na equipa Vacansoleil.

## Biografia
Aart Vierhouten passou a profissional em 1996 com a equipa Rabobank. Em 2002 uniu-se à equipa belga Lotto, onde lançou os sprints para Robbie McEwen. Em 2008 alinhou pela modesta equipa P3 Transfer-Batavus onde pôs a sua experiência ao serviço dos jovens corredores. Pôs fim à sua corrida ao final da temporada de 2009 quando defendia as cores do Vacansoleil.

## Palmarés
- 1994
  - 2 etapas do Tour de Valônia

- 1996
  - 1 etapa do Teleflex Tour

- 1997
  - 1 etapa da Volta a Renania-Palatinado

- 2000
- Groningen-Münster

- 2006
  - 1 etapa da Ster Elektrotoer
- Tour de Frise

## Resultados em Grandes Voltas e Campeonatos do Mundo
| Corrida            | Corrida            | 1996 | 1997 | 1998 | 1999 | 2000  | 2001 | 2002  | 2003 | 2004  | 2005 | 2006 | 2007 | 2008 | 2009 |
| ------------------ | ------------------ | ---- | ---- | ---- | ---- | ----- | ---- | ----- | ---- | ----- | ---- | ---- | ---- | ---- | ---- |
|                    | Giro d'Italia      | —    | —    | —    | —    | F. c. | —    | 104.º | Ab.  | 109.º | Ab.  | —    | —    | —    | —    |
|                    | Tour de France     | —    | —    | 88.º | —    | —     | —    | Ab.   | —    | F. c. | —    | —    | —    | —    | —    |
|                    | Volta a Espanha    | —    | 89.º | —    | 82.º | —     | —    | —     | —    | —     | —    | —    | —    | —    | —    |
| Mundial em Estrada | Mundial em Estrada | Ab.  | 15.º | 65.º | Ab.  | 77.º  | —    | 147.º | —    | —     | —    | —    | —    | —    | —    |

—: não participa
Ab.: abandono
F. c.: fora de controle